# Tabocasa sanguinolenta
Tabocasa sanguinolenta är en insektsart som beskrevs av William Lucas Distant 1906. Tabocasa sanguinolenta ingår i släktet Tabocasa och familjen lyktstritar. Inga underarter finns listade i Catalogue of Life.